# Sojus MS-04
Sojus MS-04 war eine Missionsbezeichnung für einen Flug des russischen Raumschiffs Sojus zur Internationalen Raumstation. Im Rahmen des ISS-Programms trug der Flug die Bezeichnung ISS AF-50S. Es war der 50. Besuch eines Sojus-Raumschiffs an der ISS und der 156. Flug im Sojusprogramm.

## Besatzung

### Startbesatzung
- Fjodor Nikolajewitsch Jurtschichin (5. Raumflug), Kommandant (Russland/Roskosmos)
- Jack Fischer (1. Raumflug), Bordingenieur (USA/NASA)

### Ersatzmannschaft
- Sergei Nikolajewitsch Rjasanski (2. Raumflug), Kommandant (Russland/Roskosmos)
- Randolph Bresnik (2. Raumflug), Bordingenieur (USA/NASA)

### Rückkehrbesatzung
- Fjodor Nikolajewitsch Jurtschichin (5. Raumflug), Kommandant (Russland/Roskosmos)
- Jack Fischer (1. Raumflug), Bordingenieur (USA/NASA)
- Peggy Whitson (3. Raumflug), Bordingenieurin (USA/NASA)

Peggy Whitson kam mit Sojus MS-03 zur ISS. Durch den freien Platz an Bord von Sojus MS-04 konnte ihr Aufenthalt um drei Monate verlängert werden.

## Missionsbeschreibung
Die Mission brachte zwei Besatzungsmitglieder der ISS-Expeditionen 51 und 52 zur Internationalen Raumstation. Ursprünglich sollte diese Crew mit Sojus MS-05 fliegen. Allerdings entschied Roskosmos, die Mission der Crew mit Ausnahme Paolo Nespolis vorzuverlegen, um so Einsparungen im ISS-Betrieb zu erreichen.
Ursprünglich sollte die Mission mit dem Raumschiff 734 durchgeführt werden. Am 16. Januar 2017 wurde jedoch bekannt gegeben, dass stattdessen das Raumschiff 735 verwendet würde. Dies hätte keine technischen, sondern vertragliche Gründe.
Sojus MS-04 koppelte planmäßig im „Expressmodus“, d. h. nach vier Erdumläufen am russischen ISS-Modul Poisk an.
Das Abdocken erfolgte am 2. September 2017 um 21:58 UTC, damit begann auf der Station die ISS-Expedition 53 mit Randolph Bresnik als Kommandant. Die Landung erfolgte einen Tag später um 01:21 UTC 148 km südöstlich von Scheskasgan in der kasachischen Steppe.

## Galerie

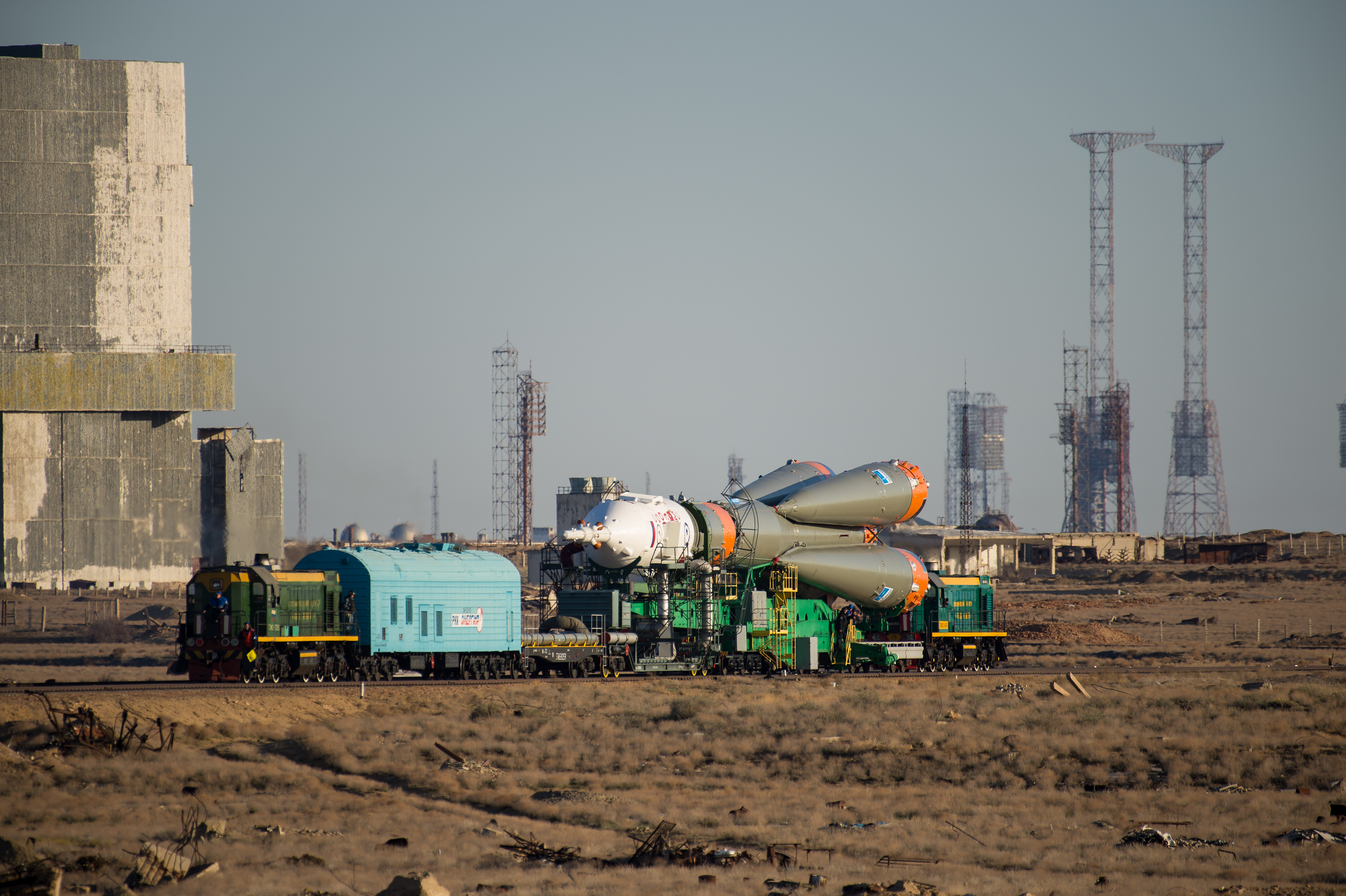
Der Rollout der Rakete am 17. April 2017
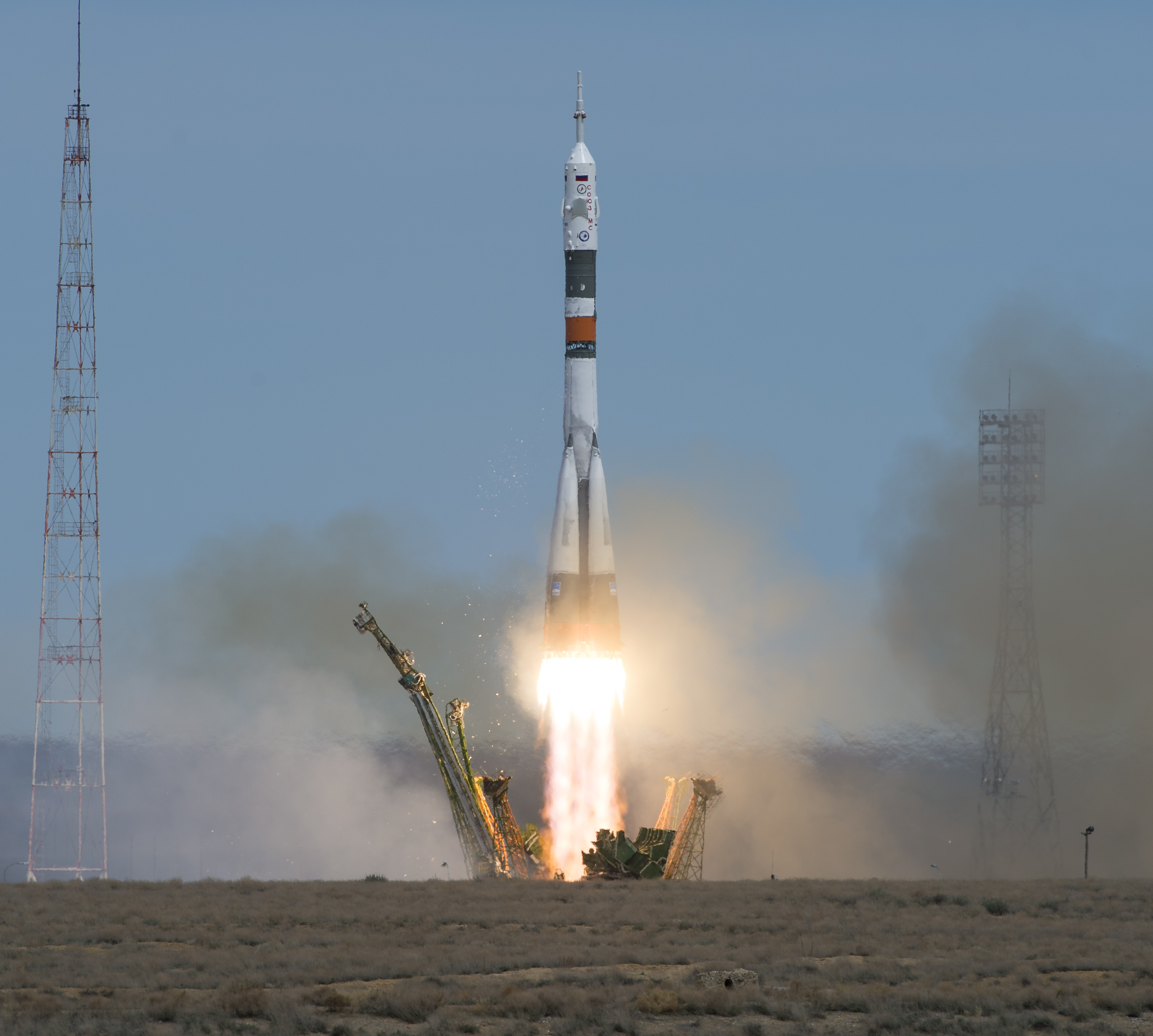
Der Start am 20. April
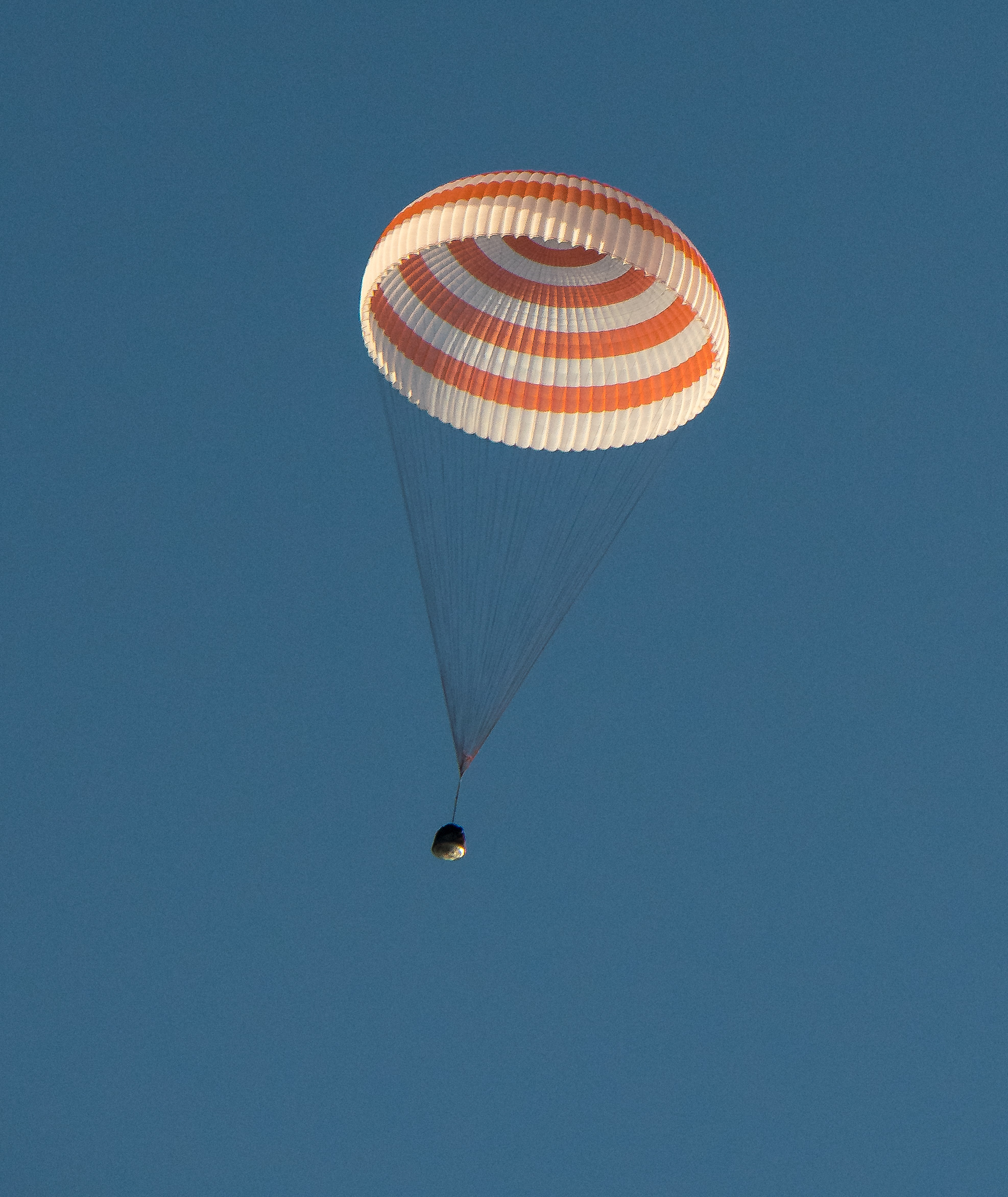
Die Landekapsel am Fallschirm am 3. September 2017
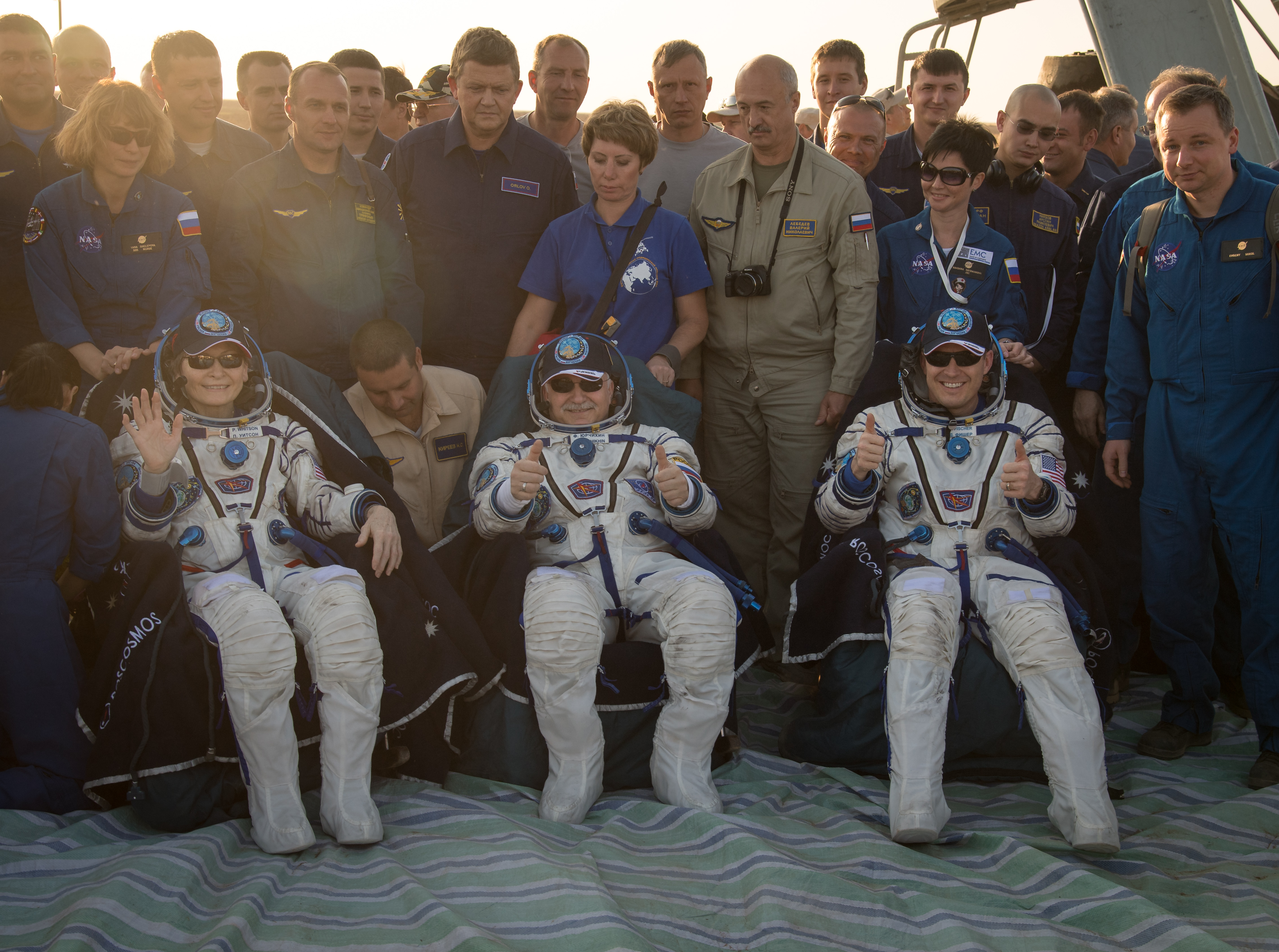
Die Crew mit den Helfern kurz nach der Landung